# バカリ・サコ
バカリ・サコ（Bakary Sako 、1988年4月26日 - ）は、フランス・イヴリー＝シュル＝セーヌ出身のプロサッカー選手。レヴァディアコスFC所属。ポジションはフォワード、ミッドフィールダー。

## クラブ経歴

### フランス
LBシャトールーの下部組織で育成され、2005–06シーズンのリーグ・ドゥ・SCバスティア戦でトップチームデビュー。翌シーズンにプロ契約を締結。
2009年7月9日、リーグ・アンのASサンテティエンヌと4年契約を結んだ。

### ウルヴァーハンプトン・ワンダラーズ
2012年8月29日、フットボールリーグ・チャンピオンシップのウルヴァーハンプトン・ワンダラーズFCに220万ポンドで移籍。8月30日のフットボールリーグカップ・ノーサンプトン・タウンFCで初出場・初ゴール。カーディフ・シティFC戦でリーグ戦初出場。

### クリスタル・パレス
2015年8月5日、プレミアリーグのクリスタル・パレスFCと3年契約を結んだ。8月22日のアストン・ヴィラFC戦で移籍後初出場&初ゴール。

### WBA
2018年10月2日、ウェスト・ブロムウィッチ・アルビオンFCにフリーで加入、シーズンいっぱいの契約を結んだ。

### クリスタル・パレス
2019年1月27日、クリスタル・パレスFCに復帰することが発表され、シーズン終了までの短期契約を結んだ。シーズン終了後、契約満了により退団。

### ASサンテティエンヌ復帰
2021年12月30日、ASサンテティエンヌに9年ぶりに復帰し、シーズン終了までの契約を結んだ。

## 代表歴

### ゴール
| #  | 開催日         | 会場     | 対戦国           | スコア | 結果 | 試合概要                           | ref |
| -- | -------------- | -------- | ---------------- | ------ | ---- | ---------------------------------- | --- |
| 1. | 2014年5月25日  | コロンブ | ギニア           | 1–0    | 1–2  | 親善試合                           |     |
| 2. | 2014年9月7日   | バマコ   | マラウイ         | 1–0    | 2–0  | アフリカネイションズカップ2015予選 |     |
| 3. | 2014年10月15日 | バマコ   | エチオピア       | 1–0    | 2–3  | アフリカネイションズカップ2015予選 |     |
| 4. | 2015年1月24日  | マラボ   | コートジボワール | 1–0    | 1–1  | アフリカネイションズカップ2015     |     |
| 5. | 2015年3月25日  | ボーヴェ | ガボン           | 3–3    | 3–4  | 親善試合                           |     |
| 6. | 2015年3月31日  | パリ     | ガーナ           | 1–1    | 1–1  | 親善試合                           |     |
| 7. | 2015年10月9日  | トロワ   | ブルキナファソ   | 1–0    | 4–1  | 親善試合                           |     |
| 8. | 2015年10月9日  | トロワ   | ブルキナファソ   | 2–0    | 4–1  | 親善試合                           |     |
| 9. | 2015年11月17日 | バマコ   | ボツワナ         | 2–0    | 2–0  | 2018 FIFAワールドカップ予選        |     |

## タイトル

### 個人
- フットボールリーグ1年間ベストイレブン：2013-2014
- フットボールリーグ・チャンピオンシップ年間ベストイレブン：2014-2015